# Imamato di Oman
L’Imamato di Oman (altrimenti detto Oman proprio) è l'espressione con cui ci si riferisce ad un'area storica corrispondente all'attuale Sultanato dell'Oman, ma incentrato all'epoca sulla città di Nizwa, nell'area dell'attuale regione di Ad Dakhiliyah. Assieme a Mascate e Dhofar, costituì parte del Sultanato di Mascate e Oman ma nel 1970 un colpo di Stato rideterminò la sola unità statale dell'Oman moderno.

## Storia
L'Imamato di Oman venne governato per secoli dagli imam ibaditi che esercitarono un potere spirituale e nel contempo temporale sulla regione. L'imamato era un sistema di governo millenario che risaliva ai primi capi religiosi islamici giunti nell'area, basato sulla sharia. A seconda dei periodi storici, il governo di questi imam si estese su parte o sull'intero Oman moderno e su altre terre circostanti, quasi ininterrottamente per mille anni. Vi furono spesso delle tensioni tra questi imam ed i sultani di Mascate al punto che nel 1913, l'elezione di Salim ibn Rashid al-Kharusi ad imam portò al Trattato di pace di Seeb tra l'Imamato di Oman con capitale a Nizwa ed il Sultanato di Oman con capitale a Mascate. Nel 1954, un nuovo imam, Ghalib bin Ali, difese l'imamato dall'attacco di Mascate dopo che venne scoperto il petrolio in quelle terre. Il sultano Said Bin Taimur di Mascate, con l'aiuto delle forze coloniali inglesi, fu in grado di vincere comunque la guerra. Nel 1955 Nizwa venne presa, l'imam esiliato in Arabia Saudita, ma comunque continuò formalmente a guidare l'Imamato e si pose con un governo temporaneo a Dammam, in Arabia Saudita. Nel 1959 le ultime forze dell'imamato vennero sconfitte ed il territorio venne annesso in gran parte al sultanato di Mascate e Oman, il cui nome venne cambiato in Sultanato dell'Oman nel 1970. Attualmente il nome di imamato di Oman è talvolta utilizzato per descrivere le exclavi di Musandam e Madha.
| Controllo di autorità | VIAF (EN) 145493832 · LCCN (EN) n85346793 · J9U (EN, HE) 987007562294205171 |